# Raunkiærs eg
Raunkiærs eg (Spareegen, den brændte eg) er en kæmpeeg fra omkring 1770 i Jægersborg Dyrehave og har en stamme med en omkreds på over syv meter. Den er opkaldt efter botanikeren Christen C. Raunkiær som foretog undersøgelser over Dyrehavens ege.
Træet kaldes også Spareegen, fordi den efter en konkurrence i 1953 blev valgt som den eg, som bedst svarede til Sparekasseforeningens bomærke. 
Der er flere Spareege rundt omkring, eksempelvis ét på en kirkegård ved Rude ved Skælskør på Sjælland i et område tilhørende grevskabet Holsteinborg, men kunstnerens forbillede er altså træet i Jægersborg Dyrehave. Den unge kunstner var nemlig uddannet i København og havde trænet i Jægersborg Dyrehave.